# Acajete (kommun i Mexiko, Puebla, lat 19,10, long -97,95)
Acajete är en kommun i Mexiko.   Den ligger i delstaten Puebla, i den sydöstra delen av landet, 130 km öster om huvudstaden Mexico City.
Följande samhällen finns i Acajete:
- Acajete
- Tepulco
- San Jerónimo Ocotitlán
- Apango de Zaragoza
- San Bartolo Pinal
- San José Sección Quinta
- La Cardenista
- La Providencia
- San Javier